# Beire
Beire es una villa y municipio español de la Comunidad Foral de Navarra, situado en la comarca de Tafalla, en la Merindad de Olite y a 45 km de la capital de la comunidad, Pamplona. En 2024 contaba con 288 habitantes (INE).

## Geografía
Situación
Limita al norte con San Martín de Unx, al este con Ujué, al sur con Pitillas y al oeste con Olite. El término forma parte del piedemonte de la sierra de Ujué y se haya avenado hacia el Cidacos, que atraviesa su parte oeste, por los barrancos de San Martín y Bescos. Las desnivelaciones del terreno son modestas y oscilan entre 360 y 489 m. Las facíes de Ujué, aquí predominantemente arcillosa, y el punzamiento del terreno, que forma parte del flanco meridional del anticlinal de Tafalla, explican la planitud general del relieve, acentuada por los diversos niveles de glaciplanación existentes, con sus correspondientes y extensos mantos de derrubios.
Clima
El clima es de tipo mediterráneo-continental con verano seco. Los valores anuales medios más destacables son: 13-14 °C de temperatura, 450-460 mm de precipitaciones, caídas en unos 70 días y 700-750 mm de evapotranspiración potencial.
Flora
Si se prescinde de unas 8 Ha de alamedas, nada queda de los bosques que cubrirían el municipio antes del poblamiento humano.

## Símbolos
El escudo trae de azur y una custodia de oro entre dos palmas de lo mismo y la Sagrada Forma de plata. En bordura de gules las cadenas de Navarra de oro. En el que aparece pintado en las vidrieras del palacio de la Diputación se han omitido las palmas. El uso de este blasón es muy poco frecuente en todo el mundo. Los de Beire lo usan en memoria del beato Paulo Mendía, hijo de la villa, que fue martirizado en Zaragoza, durante la dominación musulmana. Los de Beire fueron los primeros, junto con los de Olite y Tafalla, en romper las cadenas de Miramamolín en la batalla de las Navas de Tolosa (año 1212), por lo que a la villa se le concedió el título de leal y el poder orlar su escudo con las cadenas del reino.

## Historia
En su término se localizan asentamientos arqueológicos de diferentes épocas en los términos de Turbil y San Julián. También se han encontrado dos grandes piedras con grabados meandriformes, al parecer relacionados con las culturas megalíticas.
El rey Carlos II concedió (1378) el señorío perpetuo de villa a Roger, vizconde de Castelbón, pero Carlos III atribuyó más tarde (1391) sus rentas al alférez Carlos de Beaumont. Juan II la dio en señorío a Bernart de Ezpeleta, donación qué confirmó la princesa Leonor (1475) aunque excluyendo la jurisdicción. Con todo, los soberanos Juan III y Catalina vincularon la villa al patrimonio de la corona (1510).
Tras la incorporación de Navarra a Castilla, la historia principal de Beire es la general de Navarra. En 1802 tenía molino harinero sobre el río Zidacos y la gobernaban un alcalde y dos regidores, que nombraba el virrey a proposición de la villa. En 1850 tenía escuela, dotada con 2.000 reales al año. En los años 20 del siglo XX contaba también con un convento de corazonistas, dos escuelas y dos molinos aceiteros además de aquel harinero. Durante las primeras décadas fue uno de los pueblos que más se sensibilizó ante el asunto de las corralizas, hasta el punto de entablar su ayuntamiento un pleito, reivindicando su propiedad, que falló el Supremo a favor de los propietarios en 1915.
En 1943 la Diputación foral elige mayoritariamente a su alcalde Aniceto Galdiano Lázaro para el cargo de procurador en Cortes en la I Legislatura de las Cortes Españolas (1943-1946), representando a los Municipios de esta provincia
Es patria de Victoriano Flamarique.

## Demografía
Beire cuenta con una población de 288 habitantes (INE 2024).

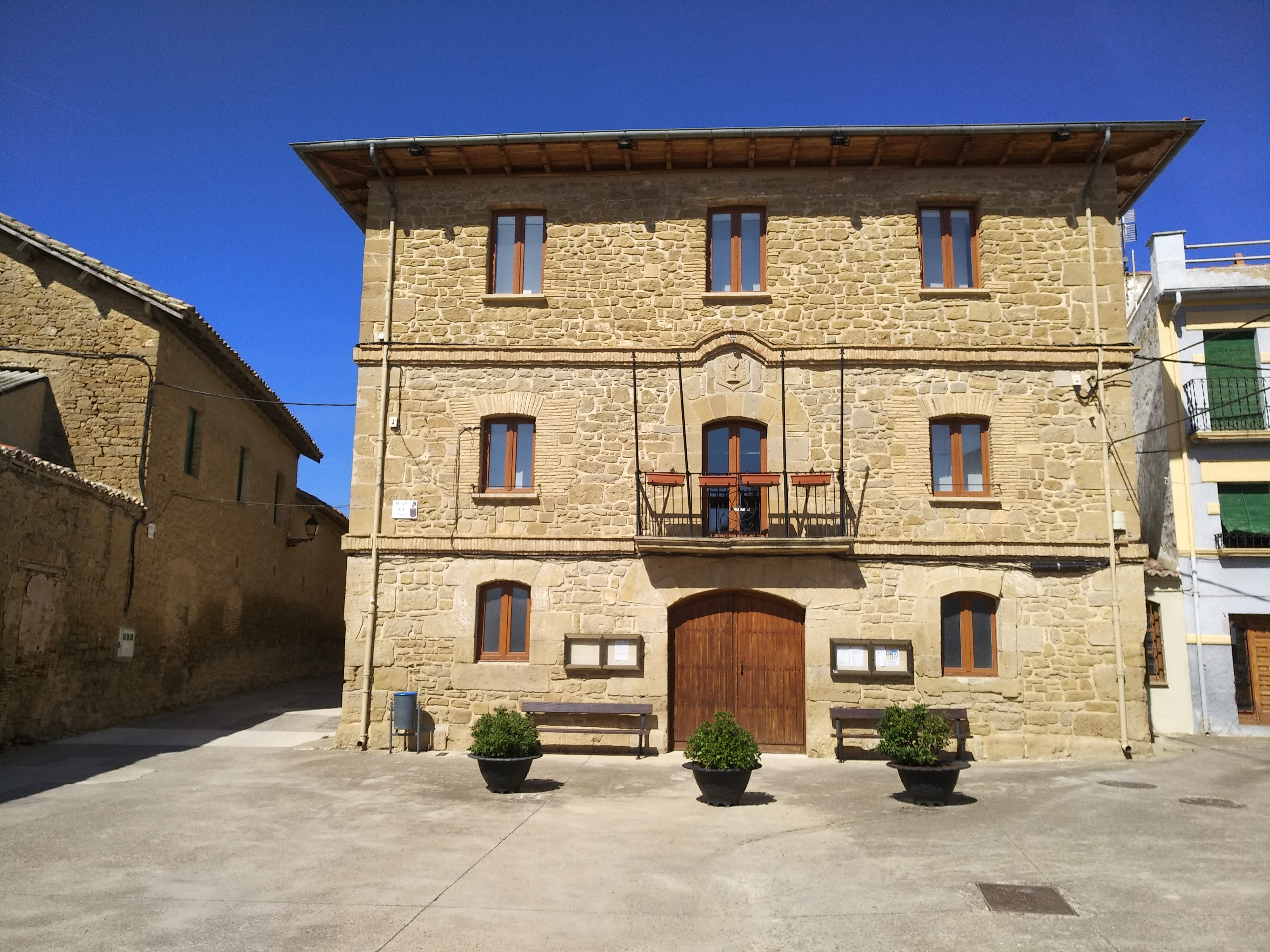
Casa consistorial de Beire

| Gráfica de evolución demográfica de Beire entre 1842 y 2021                                                         |
| |
| Población de derecho según los censos de población del INE Población de hecho según los censos de población del INE |

### Economía
Beire es un municipio de orientación económica agraria, basada en el cultivo de cereales y complementada con el viñedo. Las actividades agropecuarias ocupaban a 47 trabajadores en dedicación principal y a 42 personas como actividad complementaria en 1984. El total de las explotaciones se acercaba a 75, de las cuales cerca de 60 eran cerealistas.
Antes de la filoxera la importancia del viñedo era superior a la actual. La reconstrucción del área vitícola, tras dicha enfermedad y ruina, fue lenta: 27 Ha en 1906, 183 en 1920, 149 en 1939, 209 en 1961; desde esta fecha ha ido perdiendo importancia poco a poco. Aún mayor, en términos relativos, ha sido la disminución del olivar: 64 Ha en 1906 y 9 en 1982. La gran roturación de los secanos, con fines de cultivo cerealista, tuvo lugar en los últimos años del XIX y primeros decenios del XX: 667 Ha en 1891, 921 en 1906, 1077 en 1920, 1418 en 1935. Entre los cereales, la cebada aventaja en estos últimos quinquenios al trigo. Los rendimientos han aumentado (mejores labores, semillas y abonado) y los barbechos disminuido; en 1982 había 35 Ha de esparragueras de secano. El regadío ocupa el 12,9% del terreno cultivado, casi todo riego extensivo; se dedica principalmente a cereales (cebada, trigo), hortalizas (espárrago) y alfalfa.
El 4 de abril de 1906 se fundó la Cooperativa Agrícola-Caja Rural y el 2 de octubre de 1918 la Bodega Cooperativa.
El ganado de labor, que ascendía en 1935 a 74 cabezas de caballar, 63 de mular y 24 de asnal, casi ha desaparecido (4, 1 y 2 respectivamente, en 1982). Únicamente el ganado ovino raso tiene cierta importancia.
El sector industrial consta de dos fábricas, una conservera y otra de escaleras.
De los 120 puestos de trabajo que existían en 1984, 38 eran de doble ocupación. Buscaban empleo 12 personas y cerca de 15 tenían su puesto de trabajo en otros municipios (Olite, etc.), hoy en día esta cifra es mucho mayor.

## Administración y política
| Partido político                                   | 2015  | 2015       | 2011 | 2011       | 2007 | 2007       | 2003 | 2003       | 1999 | 1999       | 1995  | 1995       | 1991 | 1991       |
| Partido político                                   | %     | Concejales | %    | Concejales | %    | Concejales | %    | Concejales | %    | Concejales | %     | Concejales | %    | Concejales |
| Beire Adelante (BA)                                | 84,56 | 7          | —    | —          | —    | —          | —    | —          | —    | —          | —     | —          | —    | —          |
| Agrupación Independiente (AI)                      | —     | —          | —    | —          | —    | —          | —    | —          | —    | —          | 95,12 | 7          | —    | —          |
| Agrupación Electoral Independiente de Beire (AEIB) | —     | —          | —    | —          | —    | —          | —    | —          | —    | —          | —     | —          | 95,9 | 7          |

Su ayuntamiento está regido por el alcalde y seis concejales. La secretaría está compartida con Pitillas. La sede del consistorio, recientemente restaurada, está compuesta de tres cuerpos, construida en sillarejo y con vanos recercados en piedra.

## Cultura

### Patrimonio

#### Palacio

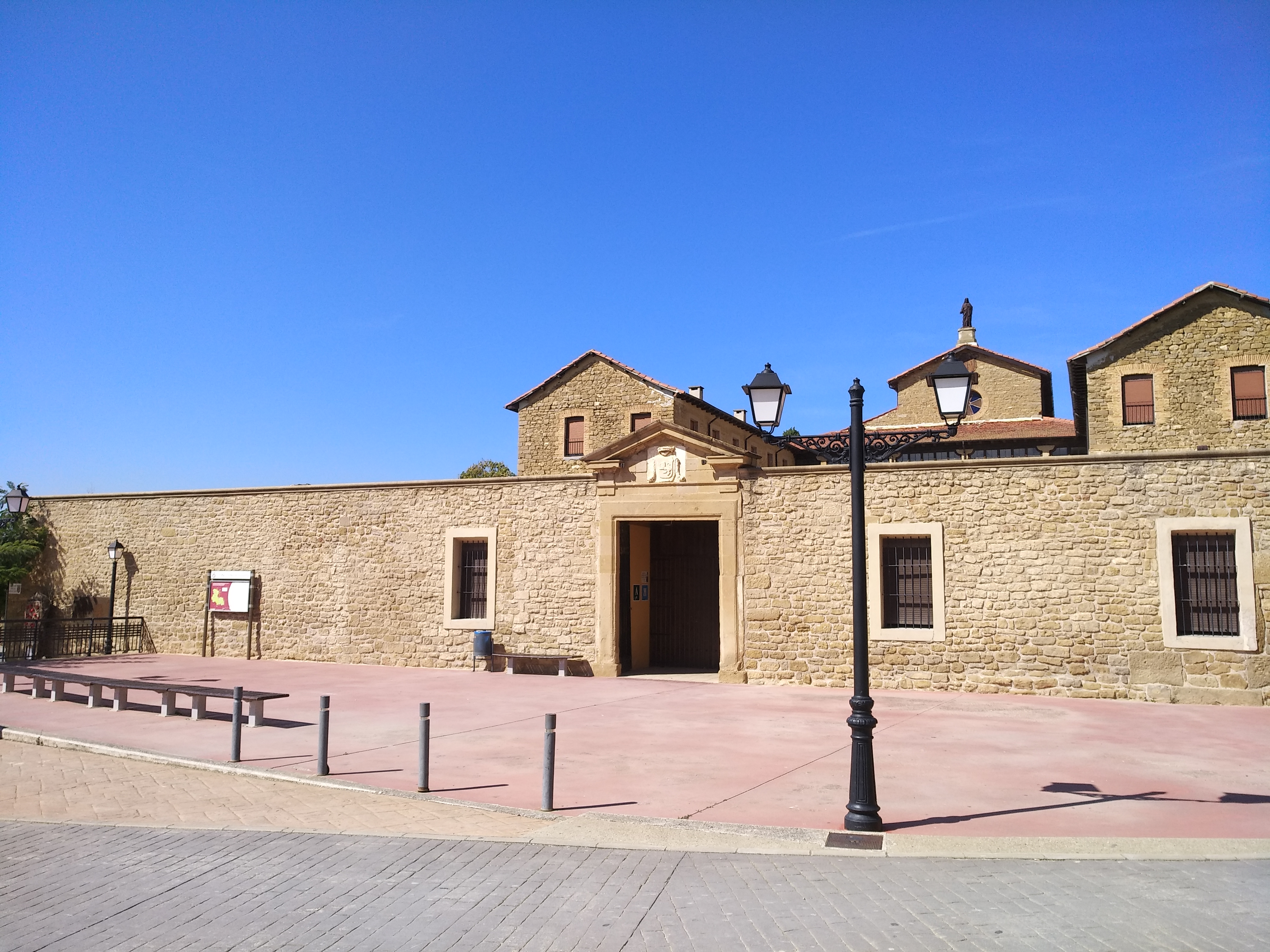
Palacio de los Ezpeleta (Beire), en la actualidad un centro de turismo rural

Perteneciente a los condes de Ezpeleta, consta como de cabo de armería en la nómina oficial del Reino. En 1457 Juan II concedió el señorío de Beire y San Martín, con la jurisdicción y demás derechos, a Bernart de Ezpeleta.
En 1548 don Miguel de Ezpeleta, Jaso y Xabier obtuvo para su casa las prerrogativas de cabo de armería, con derecho de llamamiento a cortes.
Su sucesor, León de Ezpeleta logró en 1568 una merced de acostamiento de 30.000 maravedís anuales, que en 1596 pasó a disfrutar su hijo Miguel de Ezpeleta, y desde 1616, su heredero Ignacio Antonio de Ezpeleta.
En 1660 le fue asignada a León de Ezpeleta y Goñi. Su sucesor Miguel de Ezpeleta solicitó en 1686 que el palacio se anotase como de cabo de armería en los Libros Reales. En 1719, Agustín de Ezpeleta, Goñi y Amatriain litigó por la exención de los bienes agregados. Solicitó rebate de cuarteles, en 1781 Joaquín de Ezpeleta, Galdiano y Rada, cuyo hermano José de Ezpeleta fue creado conde de Ezpeleta por Carlos IV en el año 1797.

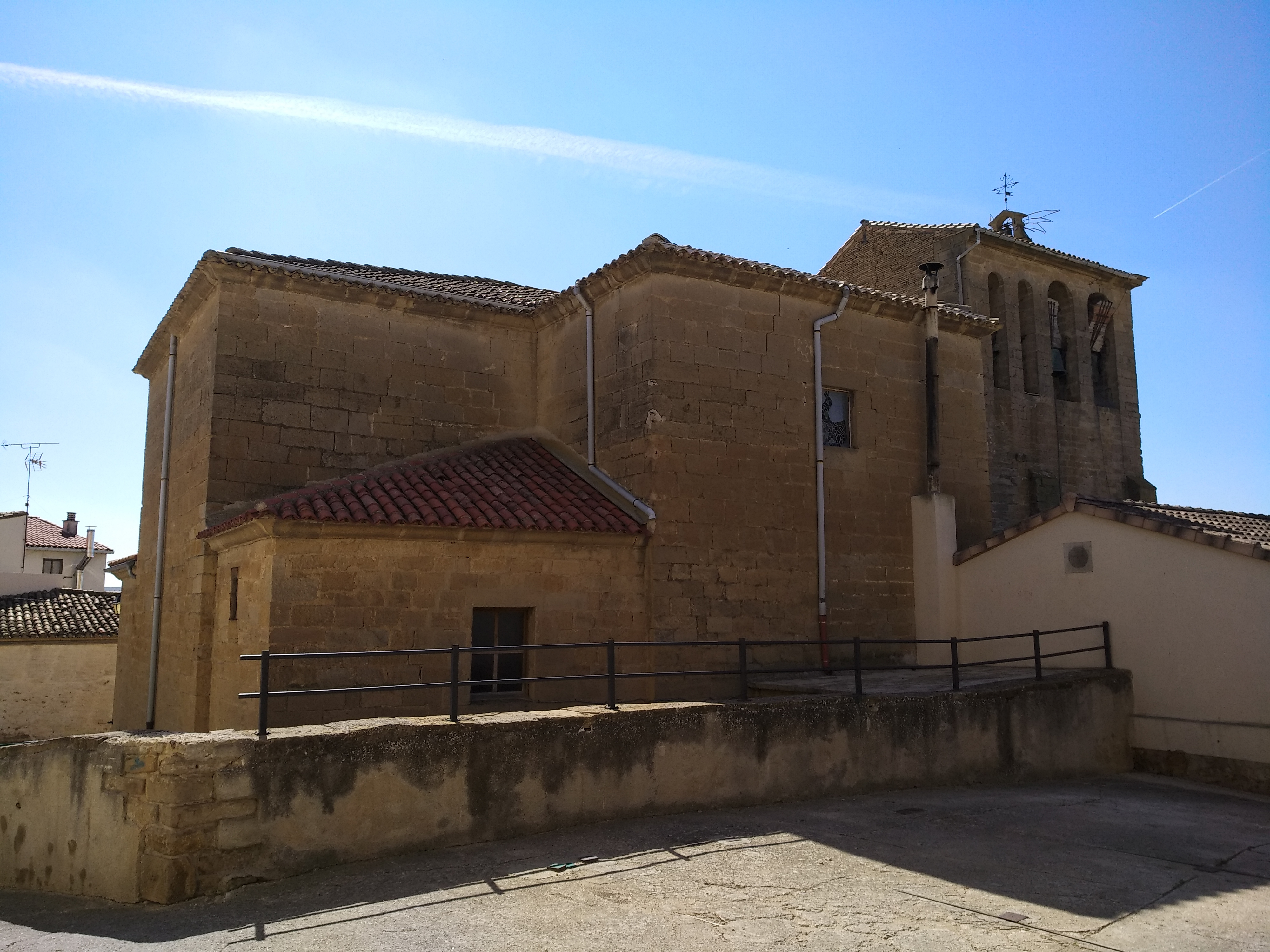
Iglesia parroquial de San Millán (Beire)

#### Arte
A la entrada de la villa se encuentra la Iglesia parroquial católica bajo la advocación de San Millán, construida en estilo gótico durante el siglo XIV y ampliada con crucero y cabecera en torno a 1817 con planos de León Gómez. De la época medieval se conserva la nave con sus tres tramos de bóvedas de crucería simple con claves decoradas, que apoyan en pilares con capitales de hojarasca y ménsulas con los Evangelistas. La puerta también corresponde a la primitiva fábrica, con su arco apuntado de seis arquivoltas sobre baquetones y capiteles que narran la vida de San Millán. Esta escultura se ha puesto en relación con el taller de Ujué, aunque su técnica es algo más tosca.
Entre los retablos destaca el del Corazón de María, cuya traza rococó remite a mediados del siglo XVIII, existiendo elementos en él, como las columnas recorridas por guirnaldas y placas de rocalla, que remiten al taller del escultor aragonés José Ramírez. Este retablo así como el del Sagrado Corazón se trajeron del Monasterio de la Oliva, por lo original de su procedencia y artífice, el orfebre Francisco Rosa de la ciudad napolitana de Rivello, hay que mencionar la cruz procesional, labrada con estilo neoclásico en 1851, según dice la inscripción.
Entre los edificios civiles se encuentra el antiguo palacio de los condes de Ezpeleta, un vasto edificio neoclásico que posteriormente pasó a ser colegio de los Claretianos y actualmente es un albergue juvenil.